# Autografický film

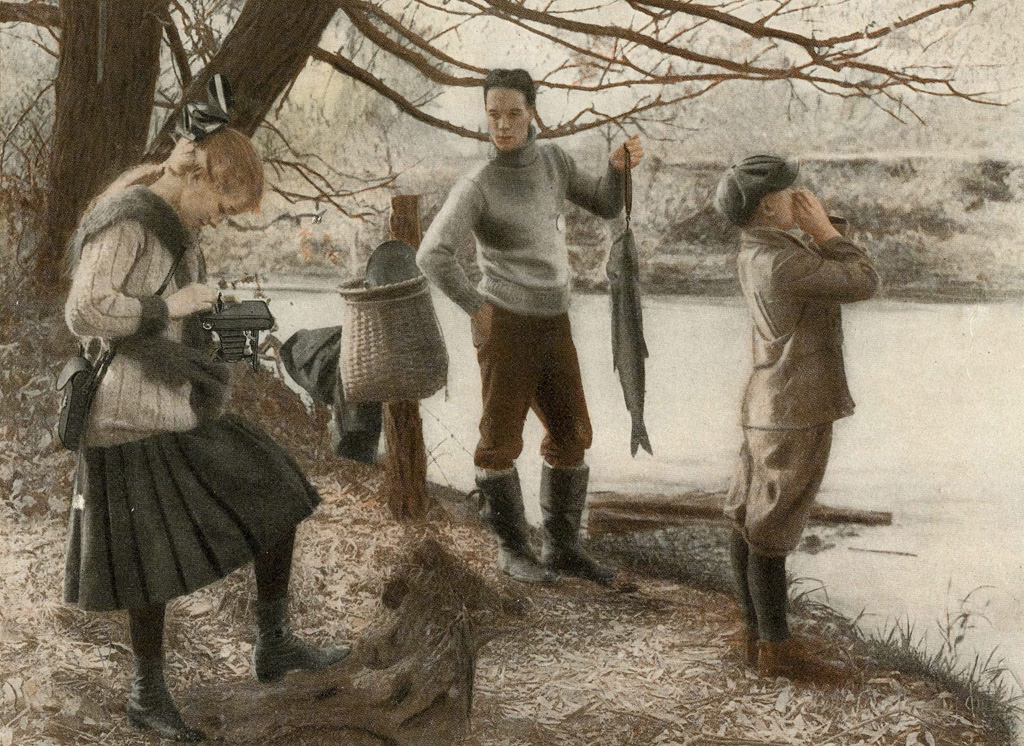
Dokažte to s Kodakem, dívka využívá možnosti autografického systému fotoaparátu Kodak pořídit si poznámku kdy a kde snímek vznikl

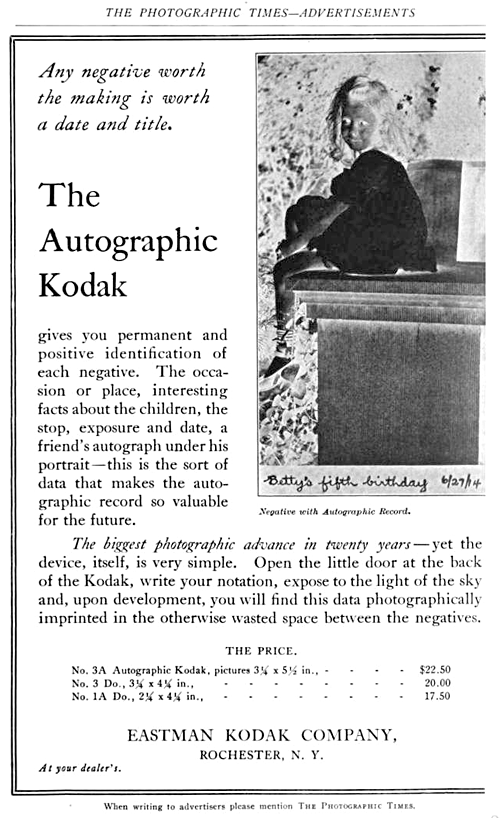
Reklama Kodak z roku 1915, přidaná poznámka je v proužku na spodní části fotografie

Autografický systém pro svitkový film umožňoval fotografovi zaznamenat přímo na negativ písemné informace o pořizovaném snímku v době expozice. Začala jej vyrábět firma Kodak v roce 1914. 

## Historie
Tento systém patentoval Henry Jacques Gaisman, vynálezce a výrobce žiletek. George Eastman od něj koupil práva za 300 000 USD. Systém obsahoval hedvábný karbonový červený papír vložený mezi filmem a papírovou zadní stěnou. Text se psal pomocí kovové jehly a objevil se pak během vyvolávání filmu. Tento systém se však nikdy nestal příliš populárním a jeho výroba byla přerušena v roce 1932.
| „ | Otevřete zadní stranu fotoaparátu, na červený papír napište poznámku, kdy a kde fotografii pořizujete a exponujte. | “ |

Autografické filmy Kodak měly na začátku označení filmu písmeno "A". Standardní filmu velikosti 127 byl označen jako "127" a autografický "A127". Kovová jehla byla přidávána k filmu bez příplatku. V roce 1915 Kodak prodával autografické zadní stěny pro své stávající kamery.

## Galerie

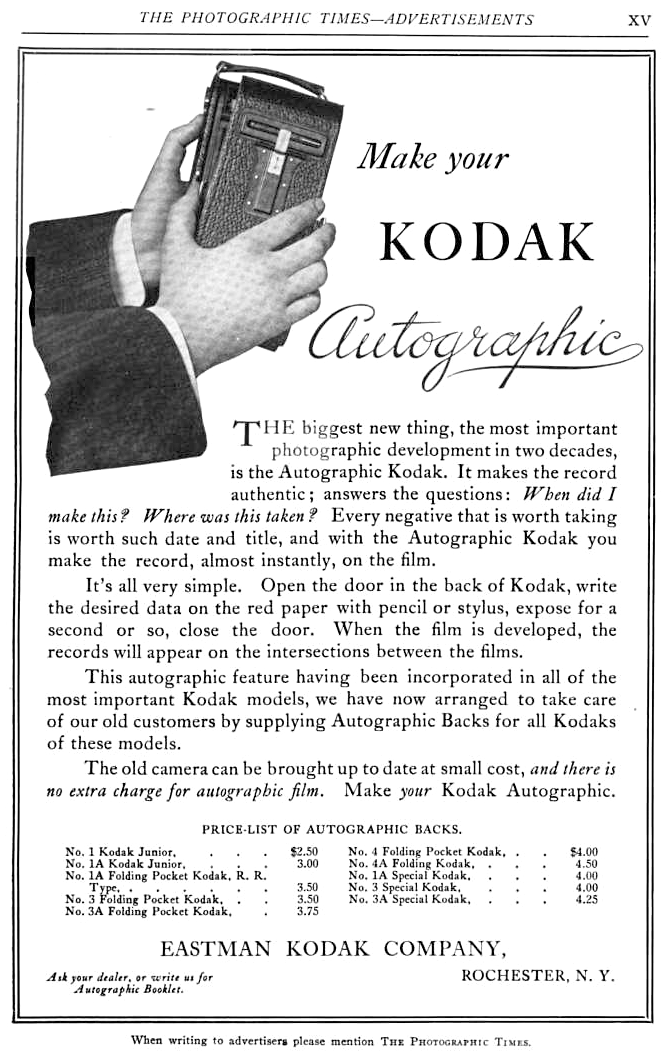
Reklama na zadní stěnu pro autografický film, Kodak 1915
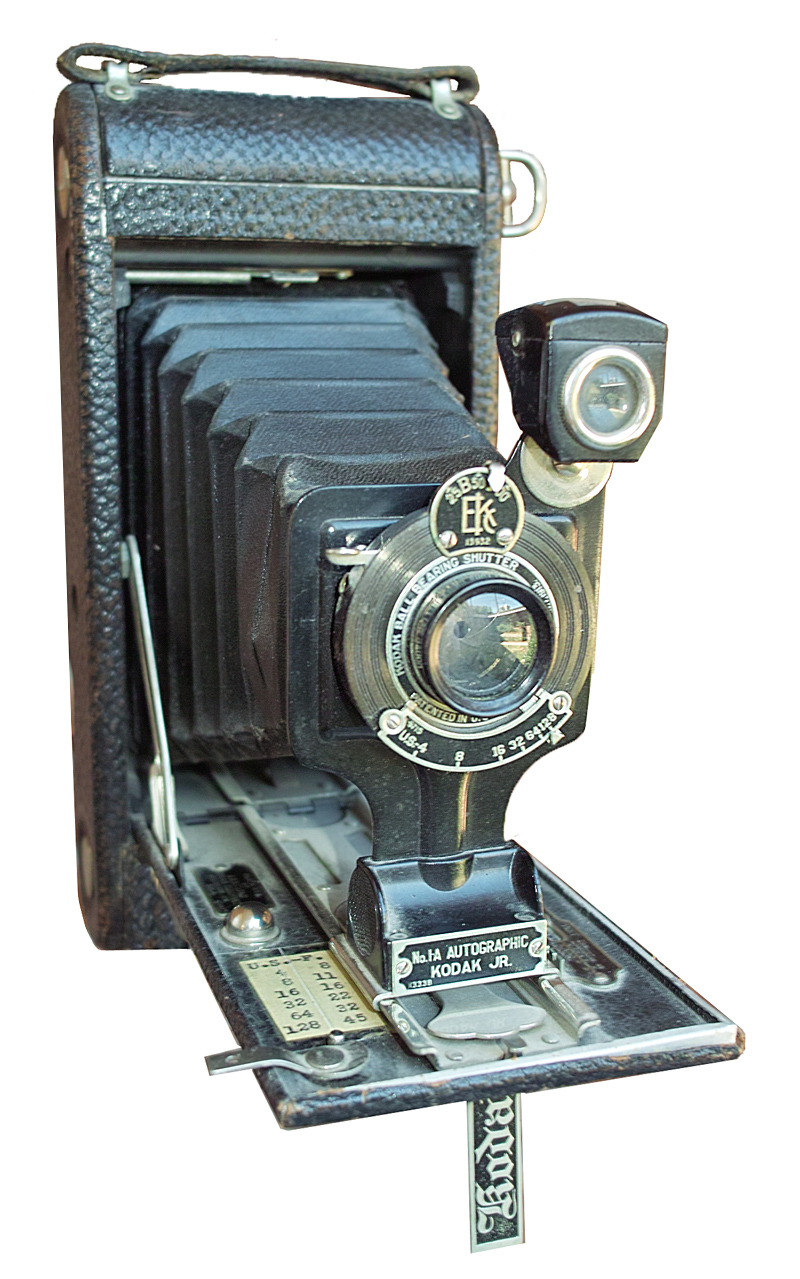
No.1-A Autographic Kodak Jr. camera, vyráběná 1914–1927, mohla používat jak 116, tak i autografický A116 film
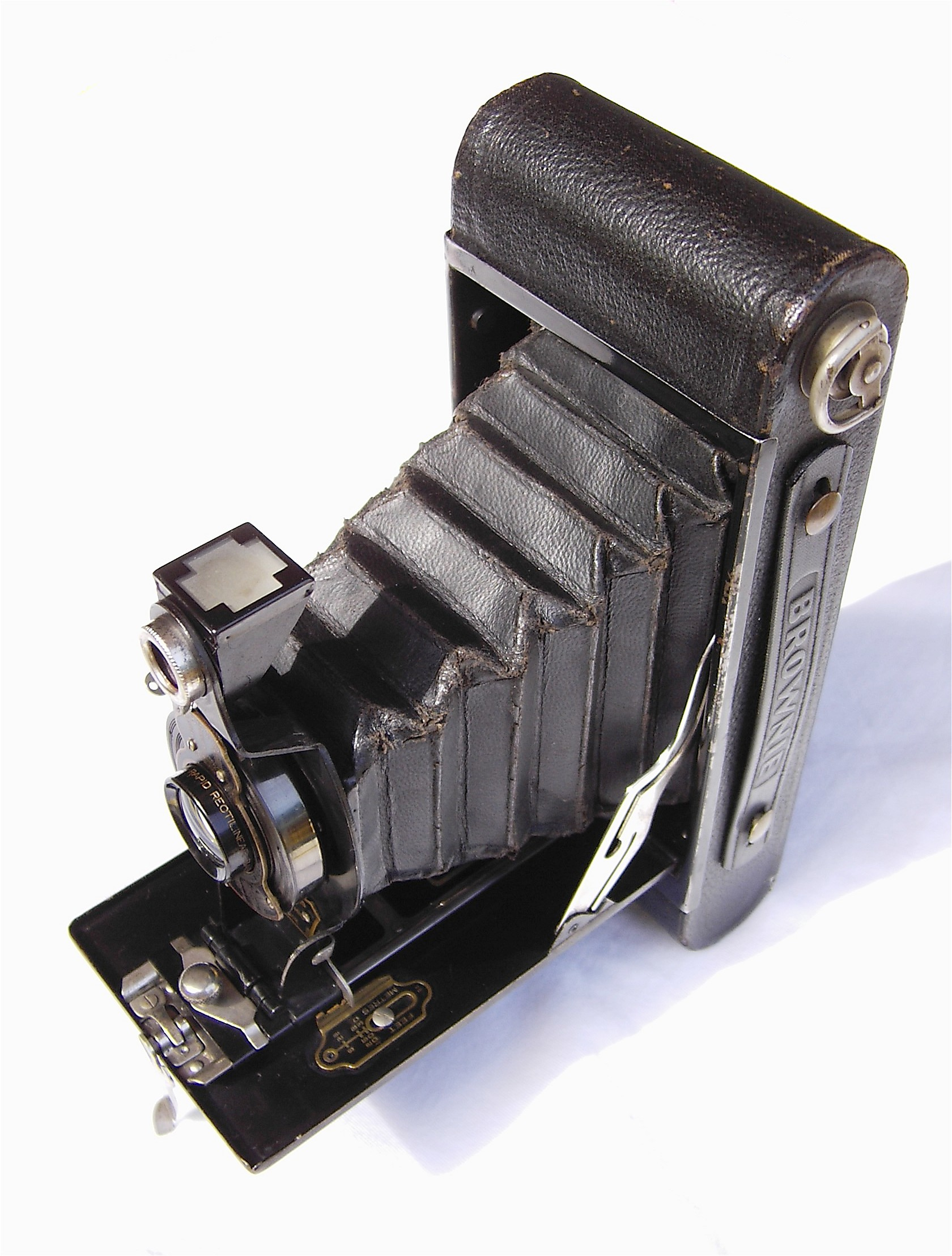
Kodak No 2-A Folding Autographic Brownie, asi 1917